# 192
Правління Коммода в Римській імперії. Останнього дня року його вбито.
У Китаї править династія Хань, в Індії — Кушанська імперія.

## Події
- 31 грудня — в результаті змови убито Коммода, 31-річного римського імператора (з 177), сина імператора-філософа Марка Аврелія
- Дун Чжо убитий Лю Бу.

## Народились
- Майбутній імператор Гордіан II

Див. також Категорія:Народились 192

## Померли
- Імператор Коммод
- Радник династії Хань Дун Чжо

Див. також Категорія:Померли 192